# Епархия Мита
Епархия Мита (лат. Dioecesis Midensis, ирл. Deoise na Mí) — диоцез Римско-католической церкви, в составе митрополии Армы в Ирландии.
По состоянию на 2017 год клир епархии насчитывает 219 священников (111 епархиальных и 108 монашествующих). 2 сентября 2018 года епископом стал Томас Динихан.
Кафедральный собор — храм Христа Царя в Маллингаре.

## Территория
Епархия охватывает большую часть графств Мит и Уэстмит, часть Оффали, а также заходит на территорию графств Лонгфорд, Лаут, Дублин и Каван. Главные города — Ашборн, Дроэда, Данбойн, Лейтаун-Беттистаун-Морнингтон, Маллингар, Наван и Талламор.

## История
С VI века существовали игумены-епископы Клонарда, однако официально епархия Клонарда была образована только в 1111 году. Это была одна из 24-х епархий, учреждённых на синоде в Рэтбрессиле. В то время епархия охватывала западную часть королевства Миде, а Престол епископа находился в аббатстве Клонард.
В XII веке епархия Клонарда распространилась почти на всю территорию Миде, и епископы Клонарда стали именовать себя «епископами Мита», хотя и неофициально. В 1202 году епископ Саймон Рочфорт переместил Престол из Клонарда в Трим и официально стал «епископом Мита». С 1778 до конца XIX века Престол находился в городе Наван в графстве Мит.
Роман Чарльза Стюарта Парнелла с миссис Кэтрин О’Ши привёл к тому, что епископ Мита Томас Налти в проповедях осудил отношения своего бывшего друга Парнелла с замужней женщиной. Поскольку Парнелл был очень популярен в народе, проповеди вызвали настолько негативную реакция горожан, что в конце концов кафедру пришлось переместить в Маллингар в графстве Уэстмит. Школа при соборе также переехала из Навана в Маллингар.

## Ординарии
Последние десять епископов Мита:
- Джон Кантуэлл (1830—1866)
- Томас Налти[англ.] (1866—1898)
- Мэтью Гаффни[англ.] (1899—1906)
- Лоуренс Гохран (1906—1928)
- Томас Малвани (1929—1943)
- Джон Фрэнсис Д’Алтон (1943—1946), позже архиепископ Армы (1946—1963)
- Джон Энтони Кайн (1947—1966)
- Джон Маккормак (1968—1990)
- Майкл Смит[англ.] (1990—2018)
- Томас Динихан[англ.] (с 2018)